# ホップの最大値原理
数学におけるホップの最大値原理（ホップのさいだいちげんり、英: Hopf maximum principle）は、二階の楕円型偏微分方程式の理論における最大値原理で、その理論の「古典的かつ根底に位置する結果」と称されている。1839年にガウスによってすでに知られていた調和函数に対する最大値原理の一般化として、エーベルハルト・ホップは1927年、考えている函数が Rn のある領域においてある種の二階偏微分不等式を満たし、その領域内で最大値を取るなら、その函数は定数であることを示した。ホップの証明において用いられた比較の手法の裏にあるシンプルなアイデアは、幅広い範囲での重要な応用や一般化をもたらすものであった。

## 数学的な定式化
u = u(x), x = (x1, …, xn) は、ある開領域 Ω において次の微分不等式を満たす C2 函数とする。
{\displaystyle Lu=\sum _{ij}a_{ij}(x){\frac {\partial ^{2}u}{\partial x_{i}\partial x_{j}}}+\sum _{i}b_{i}{\frac {\partial u}{\partial x_{i}}}\geq 0}
ここに対称行列 aij = aij(x) は Ω において局所一様に正定値であり、係数 aij, bi =  bi(x) は局所有界である。このとき、u が Ω 内で最大値 M を取るなら、u ≡ M である。
ホップの最大値原理は通常、線型微分作用素 L に対してのみ適用できるものと考えられている。この立場は特に、リヒャルト・クーラントとダフィット・ヒルベルトによる Methoden der mathematischen Physik においても取られている。しかしホップの原著論文の後半の節では、特定の非線型作用素 L も許すより一般の状況が考えられており、いくつかの場合では平均曲率やモンジュ＝アンペールの方程式に対するディリクレ問題における一意性の結果も導かれている。